# Доброґощ (Поморське воєводство)
Доброґощ (пол. Dobrogoszcz) — село в Польщі, у гміні Косьцежина Косьцерського повіту Поморського воєводства.
Населення — 203 особи (2011).
У 1975-1998 роках село належало до Гданського воєводства.

## Демографія
Демографічна структура станом на 31 березня 2011 року:
|          | Загалом | Допрацездатний вік | Працездатний вік | Постпрацездатний вік |
| -------- | ------- | ------------------ | ---------------- | -------------------- |
| Чоловіки | 101     | 23                 | 69               | 9                    |
| Жінки    | 102     | 23                 | 61               | 18                   |
| Разом    | 203     | 46                 | 130              | 27                   |